# Paidia bodenheimeri
Paidia bodenheimeri är en fjärilsart som beskrevs av Max Wilhelm Karl Draudt 1931. Paidia bodenheimeri ingår i släktet Paidia och familjen björnspinnare. Inga underarter finns listade i Catalogue of Life.